# Крістіан Горнер
Крістіан Горнер (англ. Christian Edward Johnston Horner; нар. 16 листопада, 1973, Лемінтон, Велика Британія) — британський автогонщик і автоспортивний менеджер, колишній керівник команди Формули-1 Red Bull Racing.

## Кар'єра гонщика
Хорнер розпочав участь у перегонах в 1994 році, в британській Формулі-3, де провів три сезони. У 1996 році також брав участь у британській Формулі-2. У 1997 році Хорнер став єдиним гонщиком створеної ним команди Міжнародного чемпіонату Формули-3000 Arden. За підсумками сезону йому вдалося заробити лише 1 очко. У 1998 році в команді з'явився другий гонщик — бельгієць Курт Моллекенс. Він здобув 19 очок і посів 6-те місце в чемпіонаті, в той час як Хорнеру не вдалося завоювати жодного очка. Після закінчення сезону він завершив свою гоночну кар'єру і зосередився на управлінні командою.

## Arden
У 1999 році команда Arden отримала спонсорську підтримку російської компанії Лукойл та дістала назву Lukoil Arden Racing. Гонщики команди, росіянин Віктор Маслов та бельгієць Марк Гуссенс, залікових очок у тому сезоні не здобули. У 2000—2001 роках команда Крістіана Горнера була заявлена під назвою Arden Team Russia і зайняла в командному заліку 8-ме (2000 рік) та 9-те (2001 рік) місця. Напарником Маслова був британець Даррен Меннінг.
У 1999—2000 роках команда Arden Team Russia також брала участь в італійській Формулі-3000.
По-справжньому успішними для команди Горнера стали наступні три сезони. У 2002, 2003 та 2004 роках, Arden займала перше місце в командному заліку. А в 2003 і 2004 роках гонщики команди (Бьорн Вірдхайм та Вітантоніо Ліуцці) стали чемпіонами Формули-3000.
Після реорганізації Формули-3000 у серію GP2 в 2005 році, найкращим результатом команди Arden стало друге місце в командному заліку 2005 року та друге місце Хейккі Ковалайнена в особистому заліку в тому ж сезоні.

## Red Bull Racing
Успіхи Крістіана Горнера в управлінні власною командою Формули-3000 привернули до нього увагу Дітріха Матешиця. Наприкінці 2004 року він купив команду Формули-1 Jaguar Racing, щоб створити на її базі власну команду — Red Bull Racing. Хорнер був запрошений на пост керівника команди.
У 2005 році, у свій перший сезон у Формулі-1, команда Red Bull зайняла 7-ме місце в командному заліку. У сезоні 2006 року команда завоювала свій перший подіум — третє місце Девіда Култхарда на Гран-прі Монако. На Гран-прі Китаю 2009, Себастьян Феттель приніс команді Red Bull першу перемогу.
У 2010 році команда Red Bull завоювала «золотий дубль»: виграла Кубок конструкторів а Себастьян Феттель став чемпіоном світу. У 2011, 2012, 2013 роках команда, за допомогою Феттеля, повторила свій успіх.
Нові перемоги команда отримала у 2022 та 2023 роках, завдяки, зокрема, наполегливій праці Серхіо Переса та Макса Ферстаппена, який за кермом боліда Red Bull Racing став чемпіоном світу у 2021—2023 роках. 

## Особисте життя
Одружений з ексучасницею британського попгурту Spice Girls Джері Галлівелл. Весілля пройшло 15 травня 2015 в містечку Уобьорн, графство Бедфордшир.

## Нагороди
У 2013 році Крістіан Хорнер став Офіцером Ордена Британської імперії.Формула-1 — Чемпіонат 2022